# Llista dels túnels de metro més llargs del món
Aquesta és una llista dels túnels de ferrocarrils metropolitans més llargs del món, els túnels són continus, és a dir sense interrupcions.
| Nom                                            | Sistema                  | Estacions                                            | Longitud km (mi) | Any       | Destacat                                                                                                   |
| ---------------------------------------------- | ------------------------ | ---------------------------------------------------- | ---------------- | --------- | --- |
| Línia 5 del metro de Seül                      | Metro de Seül            | Banghwa - Macheon                                    | 47.6 (29.6)      | 1990-1996 | El més llarg del món des de 1996                                                                           |
| Línia 9 del metro de Barcelona                 | Metro de Barcelona       | Can Zam/Gorg - Aeroport T1/Motors                    | 43.71 (27.2)     | 2009-2014 | El més llarg d'Europa des de 2014                                                                          |
| Línia 9 del metro de Moscou                    | Metro de Moscou          | Altufyevo - Bulvar Dmitriya Donskogo                 | 41.5 (25.7)      | 1983-2002 | El més llarg d'Europa entre 2002 i 2014 i de Rúsia des de 2002                                             |
| Línia 12 del metro de Madrid                   | Metro de Madrid          | ruta circular                                        | 40.9 (25.5)      | 1999-2003 | El més llarg d'Espanya entre 2003 i 2014 i de Madrid des de 2003                                           |
| Línia 6 del metro de Moscou                    | Metro de Moscou          | Medvedkovo - Novoyasenevskaya                        | 37.6 (23.4)      | 1958-1990 | El més llarg del món entre 1990 i 1996 i de Rússia entre 1990 i 2002                                       |
| Línia 6 del metro de Seül                      | Metro de Seül            | Eungam - Bonghwasan                                  | 35.1 (21.7)      | 2000      | |
| Línia 7 del metro de Madrid                    | Metro de Madrid          | Hospital del Henares - Pitis                         | 32.9 (20.5)      | 1974-2007 | |
| Línia U7 del metro de Berlín                   | Metro de Berlín          | Rathaus Spandau - Rudow                              | 31.8 (19.7)      | 1924-1984 | El més llarg del món entre 1984 y 1990 i d'Alamanya des de 1984                                            |
| Línia 2 del metro de Montreal                  | Metro de Montreal        | Côte-Vertu - Montmorency                             | 30.8 (19.1)      | 1966-2007 | El més llarg d'Amèrica des de 2007                                                                         |
| Línia 2 del metro de Sant Petersburg           | Metro de Sant Petersburg | Parnas - Kupchino                                    | 30.1 (18.7)      | 1961-2006 | El més llarg de Sant Petersburg des de 2006                                                                |
| Línia 1 del metro de Sant Petersburg           | Metro de Sant Petersburg | Devyatkino - Prospekt Veteranov                      | 29.6 (18.4)      | 1955-1978 | El més llarg d'Europa entre 1978 i 1984, de Rúsia entre 1978 i 1990 i de Sant Petersburg entre 1978 i 2006 |
| Northern Line                                  | Metro de Londres         | Morden - East Finchley                               | 27.8 (17.2)      | 1890-1940 | El més llarg del món entre 1940 i 1978 i del Regne Unit des de 1940                                        |
| Línia 2 del metro d'Osaka                      | Metro d'Osaka            | Dainichi-Nagahara                                    | 27.1 (16.7)      | 1967-1983 | El més llarg d'Àsia entre 1983 i 1996 i del Japó des de 1983                                               |
| Línia 10 del metro de Pequín                   | Metro de Pequín          | Bagou - Jinsong                                      | 24.7 (15.3)      | 2008      | El més llarg de la Xina des de 2008                                                                        |
| Línia 8 del metro de Tòquio                    | Metro de Tòquio          | Chikatetsu Narimasu - Tatsumi                        | 24.6 (15.3)      | 1974-1988 | El més llarg de Tòquio des de 1998                                                                         |
| Línia U2 del metro de Múnic                    | Metro de Múnic           | Feldmoching - Messestadt Ost                         | 24.4 (15.2)      | 1980-2001 | El més llarg de Múnic des de 2001                                                                          |
| Línia 1 del metro de Madrid                    | Metro de Madrid          | Valdecarros - Pinar de Chamartín                     | 23.87 (14.8)     | 1919-2007 | |
| Línia 6 del metro de Madrid                    | Metro de Madrid          | circle route                                         | 23.47 (14.6)     | 1979-2007 | |
| Línia 9 del metro de Seül                      | Metro de Seül            | Gimpo Airport -Sinnonhyeon                           | 23.4 (14.5)      | 2009      | |
| Línia 1 del metro de Montreal                  | Metro de Montreal        | Angrignon - Honoré-Beaugrand                         | 23.26 (14.5)     | 1966-1978 | El més llarg d'Amèrica entre 1978 i 2007                                                                   |
| Línia 1 del metro de Varsòvia                  | Metro de Varsòvia        | Kabaty - Młociny                                     | 23.1 (14.4)      | 1995-2008 | El més llarg de Polònia des de 2008                                                                        |
| Línia 2 del metro de Pequín                    | Metro de Pequín          | ruta circular                                        | 23.1 (14.5)      | 1971      | El més llarg d'Àsia entre 1971 i 1983 i de la Xina entre 1971 i 2008                                       |
| 8th Avenue Line (A)                            | Metro de Nova York       | Inwood–207th Street - High Street–Brooklyn Bridge    | 23 (14)          | 1932-1933 | El més llarg del món entre 1933 i 1940, d'Amèrica entre 1933 i 1978 i dels Estats Units des de 1933        |
| Línia 10 del metro de Moscou                   | Metro de Moscou          | Trubnaya - Marino                                    | 21.3 (13.3)      | 1995-2007 | |
| Victoria Line                                  | Metro de Londres         | Walthamstow Central - Brixton                        | 21.0 (13.2)      | 1968-1971 | |
| Línia 9 del metro de París                     | Metro de París           | Pont de Sèvres - Mairie de Montreuil                 | 19.6 (12.2)      | 1922-1937 | El més llarg d'Europa entre 1937 i 1940 i de França entre 1937 i 1997                                      |
| diverses línies                                | Metro de San Francisco   | Balboa Park - West Oakland                           | 19.5 (12)        | 1973      | El més llarg de San Francisco des de 1973                                                                  |
| Línia 5 del metro de Moscou                    | Metro de Moscou          | ruta circular                                        | 19.4 (12.2)      | 1950-1954 | El més llarg de Rúsia entre 1954 i 1978                                                                    |
| Línia U3 del metro de Múnic                    | Metro de Múnic           |                                                      | 19.4 (12.2)      | 1972-2009 | |
| Línia 1 del metro d'Osaka                      | Metro d'Osaka            | Nakatsu - Nakamozu                                   | 19.1 (12.0)      | 1933-1987 | |
| Línia 7 del metro de París                     | Metro de París           | La Courneuve – 8 Mai 1945 - Villejuif – Louis Aragon | 18.6 (11.6)      | 1910-1987 | |
| Línia B del metro de Praga                     | Metro de Praga           | Rajská zahrada - Hůrka                               | 18.0 (11.2)      | 1985-1998 | El més llarg de Txèquia des de 1998                                                                        |
| Línia Vermella del metro de Washington         | Metro de Washington      | Union Station - Medical Center                       | 17.8 (11.05)     | 1976-1984 | El més llarg de Washington des de 1984                                                                     |
| Línia 4 del metro de Barcelona                 | Metro de Barcelona       | Trinitat Nova - La Pau                               | 16.7 (10.4)      | 1926-1999 | El més llarg d'Espanya entre 1999 i 2003 i de Barcelona entre 1999 i 2014                                  |
| Línia 3 del metro de Barcelona                 | Metro de Barcelona       | Zona Universitària - Canyelles                       | 16.6 (10.3)      | 1924-2001 | |
| Línia Svyatoshynsko-Brovarska de Metro de Kíiv | Metro de Kíiv            | Akademmistechko - Dnipro                             | 16.0 (9.9)       | 1960-2003 | El més llarg d'Ucraïna des de 2003                                                                         |
| Línia Syretsko-Pecherska de Metro de Kíiv      | Metro de Kíiv            | Syrets - Pivdennyi Bridge                            | 15.2 (9.4)       | 1989-2004 | |
| Línia 10 del metro d'Estocolm                  | Metro d'Estocolm         | Kungsträdgården - Hjulsta                            | 14.3 (8.8)       | 1975-1977 | El més llarg de Suècia des de 1977                                                                         |
| Línia 12 del metro de París                    | Metro de París           | Porte de la Chapelle - Mairie d'Issy                 | 13.9 (8.6)       | 1910-1934 | El més llarg d'Europa entre 1934 i 1937                                                                    |
| Línia Obolonsko-Teremkivska de Metro de Kíiv   | Metro de Kíiv            | Heroiv Dnipra - Lybidska                             | 13.3 (8.3)       | 1976-1984 | El més llarg d'Ucraïna entre 1984 i 2003                                                                   |
| Línia 2 del metro de Barcelona                 | Metro de Barcelona       | Paral·lel - Pep Ventura                              | 13.1 (8.1)       | 1985-1997 | El més llarg d'Espanya entre 1997 i 1999                                                                   |